# 守部喜雅
守部 喜雅（もりべ よしまさ、1940年 - ）は、日本の作家・ジャーナリスト・編集者。

## 経歴
1940年、上海市に生まれた。慶應義塾大学を卒業し、いのちのことば社に入社する。1977年より1997年までクリスチャン新聞の編集部長を行う。1999年より2004年まで百万人の福音の編集長を務める。現在は、クリスチャン新聞の編集顧問を務める。
ジャーナリストとして中国大陸のキリスト教の状況を取材し続けた。また、日本キリスト教史の著作を発表している。2018年に出版された『西郷隆盛と聖書』について文書盗用疑惑が指摘され、出版元であるいのちのことば社は訂正再版をし、『西郷隆盛と聖書』引用表記ミスに関してにてその旨をお知らせした。2020年には同書の疑惑が再燃し、いのちのことば社は出版部のミスとして追加の訂正https://www.wlpm.or.jp/pub/?sh_cd=103359をして販売を継続している。

## 著作
- 『レポート中国伝道』クリスチャン新聞
- 『聖書-知れば知るほど』実業之日本社、2007年、ISBN 978-4408107011
- 『日本宣教の夜明け―47都道府県それぞれの物語』いのちのことば社、2009年、ISBN 9784264026389
- 『聖書を読んだサムライたち』いのちのことば社、2010年、ISBN 978-4264027836
- 『勝海舟　最後の告白』いのちのことば社、2011年、ISBN 978-4264027584
- 『サムライウーマン新島八重』いのちのことば社、2013年、ISBN 978-4264030751
- 『龍馬の夢』いのちのことば社、2013年、ISBN 978-4264030782
- 『キリストに出会う本―Jesus Story』いのちのことば社、2014、ISBN 978-4264032144
- 『天を想う生涯　キリシタン大名 黒田官兵衛と高山右近』 いのちのことば社、2014、ISBN 978-4264031383
- 『ザビエルと天皇』いのちのことば社、2016、ISBN 978-4264033172
- 『西郷隆盛と聖書 「敬天愛人」の真実』いのちのことば社、2018年、ISBN 978-4264038788
- 『聖書を読んだサムライたち[増補改訂版] もうひとつの幕末維新史』いのちのことば社、2019、ISBN 978-4264040361
- 『宣教師フロイスが記した明智光秀と細川ガラシャ』いのちのことば社、2020、ISBN 978-4264040941